# Taruik Fatumandiri
Der Taruik Fatumandiri ist ein Berg in der osttimoresischen Gemeinde Bobonaro. Er liegt im Norden des Sucos Leohito (Verwaltungsamt Balibo), im Zentrum der Aldeia Ferik Katuas und hat eine Höhe von 335 m. Der Taruik Fatumandirie befindet sich südöstlich des Berges Taruik Sese und nördlich des Ortes Beremanu. Östlich fließt der Talau.